# Hermann Fritz (Politiker)
Hermann Fritz (* 28. Februar 1903 in Wien; † 15. März 1982 in Graz) war ein österreichischer Politiker (ÖVP) und Schlossermeister. Er war von 1953 bis 1963 Gemeinderat in Graz und von 1962 bis 1971 Abgeordneter zum österreichischen Nationalrat.
Fritz besuchte von 1909 bis 1914 die Volksschule und absolvierte danach zwischen 1914 und 1921 die Mittelschule in Bruck an der Mur sowie in Wien. Er war danach von 1921 bis 1927 Betriebsangestellter und erlernte von 1927 bis 1930 den Beruf des Schlossers. In der Folge war er zwischen 1930 und 1934 als Betriebsleiter tätig, 1934 machte er sich als Schlossermeister in Graz selbständig.
Am 30. Mai 1938 beantragte der damals in Graz wohnhafte Fritz die Aufnahme in die NSDAP und wurde rückwirkend zum 1. Mai 1938 aufgenommen (Mitgliedsnummer 6.279.791), was auf eine Tätigkeit als „Illegaler“ schließen lässt.
Politisch engagierte sich Fritz zwischen 1937 und 1938 als Funktionär im Landesgewerbeverband Steiermark, 1950 wurde er Landesinnungsmeister der Schlosser. Er vertrat die ÖVP zwischen 1953 und 1963 im Grazer Gemeinderat und war vom 14. Dezember 1962 bis zum 4. November 1971 Abgeordneter zum Nationalrat.